# شیموجو، ناگانو
شیموجو، ناگانو (به لاتین: Shimojō, Nagano) یک منطقهٔ مسکونی در ژاپن است که در Shimoina District واقع شده‌است. شیموجو ۳۸٫۱۲ کیلومترمربع مساحت و ۳٬۸۷۰ نفر جمعیت دارد.